# Amanita brunnescens
Amanita brunnescens là một loài nấm bản địa của Bắc Mỹ trong chi Amanita. Ban đầu nó được nhà nấm học người Mỹ Charles Horton Peck, gọi là Amanita phalloides, nó được G. F. Atkinson miêu tả và đặt tên do màu nâu của chúng.
Nó khác với nấm mũ chết ở volva mảnh và có khuynh hướng chuyển sang màu tím nâu bầm.

## Hình ảnh

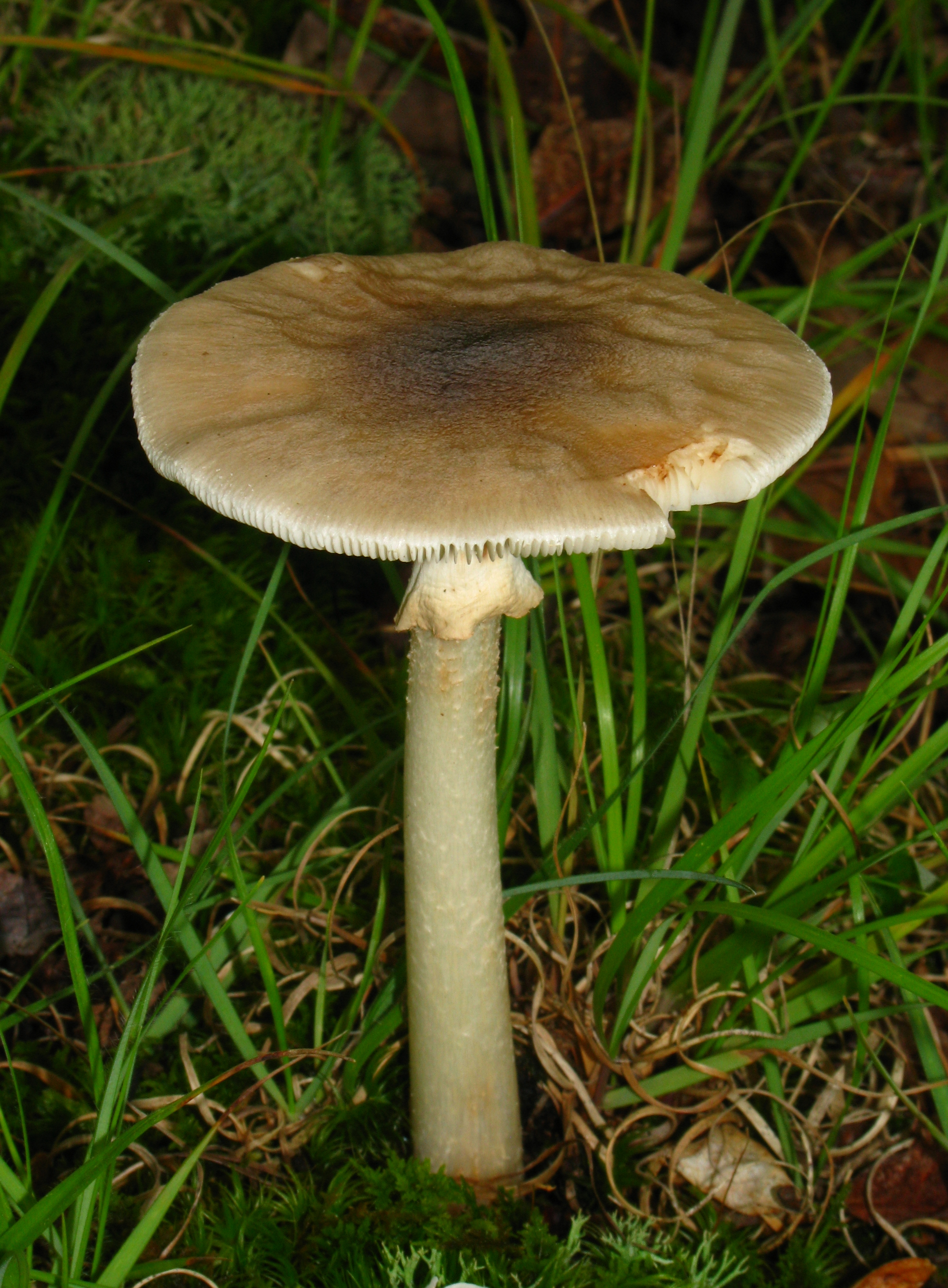
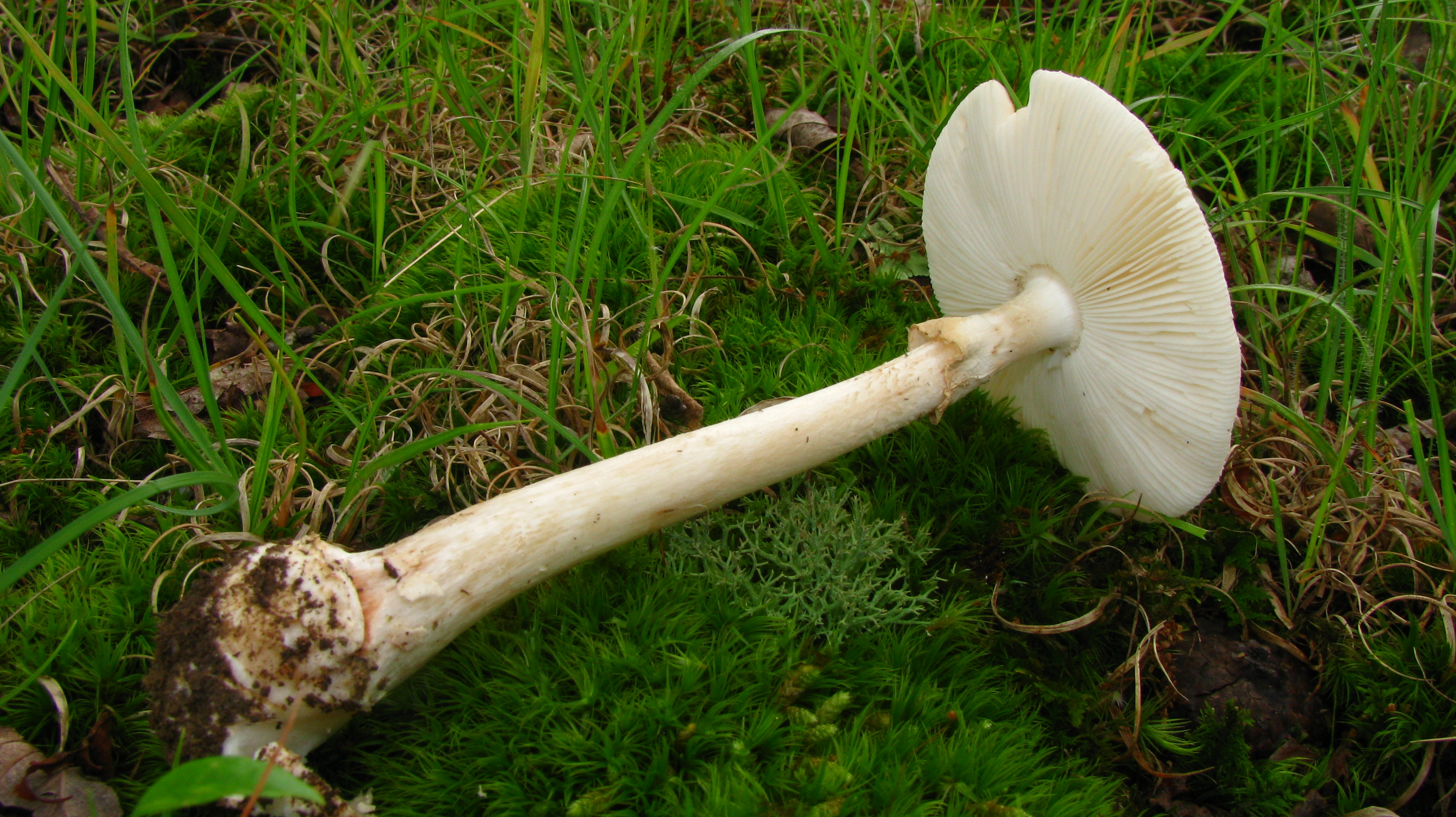
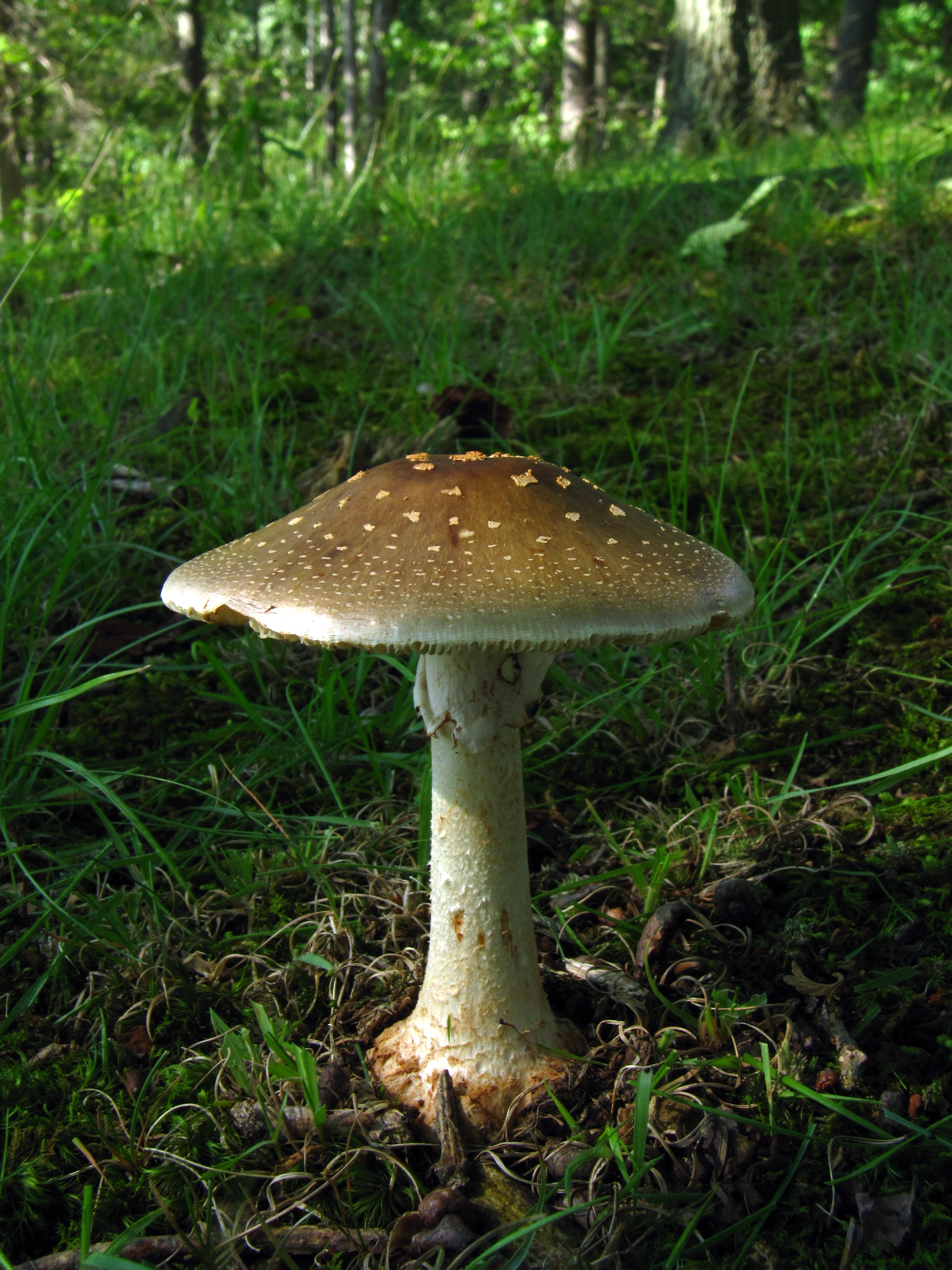
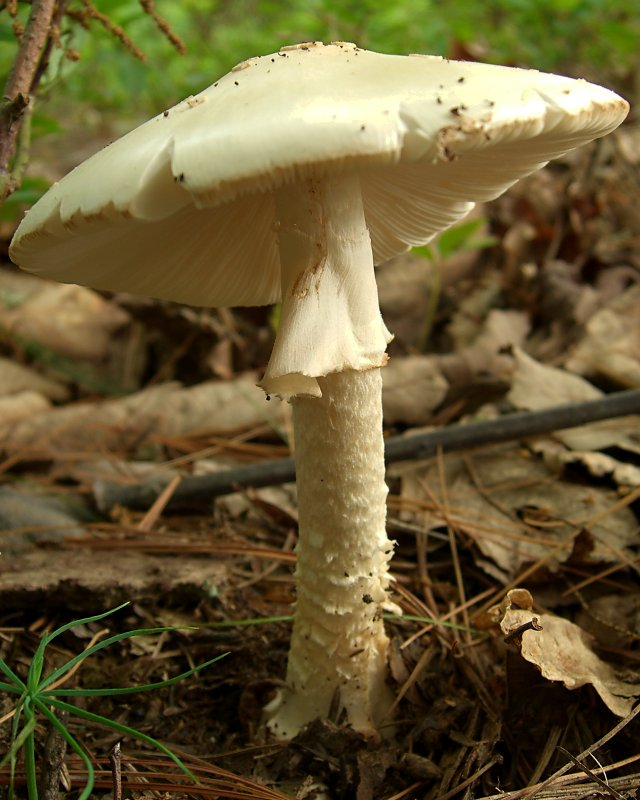